# Тиунцы (Витебская область)
Тиванцы (бел. Ціванцы) — деревня в Воропаевском сельсовете Поставского района Витебской области Белоруссии.

## Название
Первоначально деревня называлась Тиуновичи (от скандинавского слова Тиун). Однако впоследствии местное население перешло на более простую форму названия - Тиванцы. Данное название встречается уже в 1865 году в метриках Лучайского костела.

## География
Деревня расположена в 23 км от города Поставы и в 4 км от Воропаево.

## История
В 1774 году деревня впервые упоминается в метрических книгах Лучайского костела:
«Тиуновичи (Ciunowicze). 25 сентября 1774 года ксендз Иоанн Романовский окрестил девочку по имени Елизавета, дочь Иоанна и Марианны Дубовиков. Крестные - Иоахим Цыбульский и Хелена Дубовикова».
С октября 1920 года - в составе Срединной Литвы. 
В результате советско-польской войны 1919—1921 гг. деревня оказалась в составе Польши (Виленское воеводство).
В сентябре 1939 года деревня была присоединена к БССР силами Белорусского фронта РККА. Административно деревня входила в состав Поставского района. 
С 15 января 1940 года - в Стародворском сельсовете Дуниловичского района Вилейской области БССР.
С 16 июля 1954 года - в Воропаевском сельсовете.
С 20 января 1960 года - в Глубокском районе.
С 20 мая 1960 года — в Воропаевском поселковом Совете.
С 25 декабря 1962 года — в Поставском районе.
В 1963 году — 67 дворов, 225 жителей, начальная школа.
В 2001 году - 65 дворов, 131 житель. в составе совхоза "Стародворский".